# جامعة القلمون
جامعة القلمون الخاصة هي جامعة سورية خاصة مقرها مدينة دير عطية في محافظة ريف دمشق. أُسِّسَت عام 2002 وبدأ التدريس فيها عام 2003. تمتلك هذه الجامعة شركة النبراس المساهمة .
يقع حرم الجامعة على الطريق الدولي الواصل بي دمشق وحمص ويتوسط أربع مدن هي قارة، دير عطية، النبك ويبرود. تبلغ مساحة أرض الحرم الجامعي قرابة 500 دونم (500.000 م2) مضاف إليها منطقة توسع إضافية تبلغ حوالي 500 دونم أخرى.

## الكليات والاقسام
1. كلية الطب البشري.
2. كلية طب الاسنان.
3. كلية الصيدلة.
4. كلية الهندسة، وتضم:
  1. قسم هندسة تقانة المعلومات
  2. قسم هندسة الاتصالات والإلكترونيات
  3. قسم الهندسة العمارية
  4. قسم هندسة الحواسيب 5 . قسم الهندسة المدنية
5. كلية العلوم التطبيقية
6. كلية الأعمال والإدارة، وتضم:
  1. قسم الإدارة
  2. قسم التمويل والبنوك
  3. قسم نظم المعلومات الإدارية
  4. قسم التسويق
7. كلية العلوم الدبلوماسية والعلاقات الدولية، وتضم:
  1. قسم العلوم الدبلوماسية
  2. قسم العلاقات الدولية
8. كلية العلوم الصحية، وتضم:
  1. قسم التغذية وعلوم الأغذية
  2. قسم التعويضات السنية
9. كلية الإعلام والفنون التطبيقية، وتضم:
  1. قسم التصميم الداخلي (الديكور)
  2. قسم التصميم الغرافيكي (الاتصالات البصرية)

## الاتفاقيات الأكاديمية
حرصت جامعة القلمون منذ البداية أن تكون بمصاف الجامعات العلمية المرموقة، فعملت منذ تأسيسها على توقيع اتفاقية تعاون علمي مع جامعة غلامورغان البريطانية، وقد نصت هذه الاتفاقية على العمل معاً في وضع الخطط الدراسية المواكبة لروح العصر، وضبط الجودة في العملية التعليمية ومراجعة هيكلية الجامعة وتوصيف وظائفها، ومراجعة البنية التحتية لمنظومة الشبكة المعلوماتية فـي حرم الجامعة، والتي تعد من أحدث الشبكات على مستوى المنطقة، وتأمين حاجات الجامعة من مختبرات متخصصة.
كما أبرمت جامعة القلمون منذ عام 2003 اتفاقيات تعاون علمي مع العديد من الجامعات الأجنبية الأخرى، المرموقة والمعتمدة فـي بلدانها، فـي مجالات العلوم الطبية والهندسية والإدارية وغيرها، كما أبرمت اتفاقيات مماثلة مع جامعات سورية محلية وعربية. ومن أهم هذه الجامعات والمؤسسات:
1- الجامعات/ المؤسسات العالمية:
- جامعة غلامورغان
- جامعة ميتشيغان
- جامعة أمستردام
- جامعة أوكلاهوما
- جامعة باريس 8
- جامعة شرق المتوسط
- جامعة آزاد الإسلامية
- جامعة وايومنغ
- جامعة ستراسبورغ
- المركز الوطني للخدمات الجامعية والدراسية CNOUS
- جامعة جنوة، مركز بحوث تخطيط المدن والهندسة البيئية CRUIE
- المدرسة العليا للاتصالات ENST
- معهد الدراسات السياسية والمؤسسة الوطنية للعلوم السياسية (Science-PO)
- شبكة العلماء، والمبتكرون السوريون في المغترب NOSSTIA
- المركز الدولي للدراسات التربوية (CIEP)
- جامعة برلين، المشفى التعليمي
- برنامج الأمم المتحدة التطوعي

2- الجامعات/ المؤسسات المحلية والعربية:
- إدارة الخدمات الطبية – وزارة الدفاع السورية
- جامعة الأنبار
- جامعة تشرين
- جامعة القاهرة

وقد شملت هذه الاتفاقيات بالإضافة إلى التعاون العلمي والأكاديمي، مواضيع هامة أخرى، منها:
- ضبط الجودة وتطوير النظام الأكاديمي والخطط الدراسية
- التبادل العلمي والثقافي بما في ذلك تبادل الإصدارات العلمية
- برامج الدراسات العليا، وإقامة بحوث ومشاريع علمية مشتركة، وتنظيم مؤتمرات تخصصية.
- تبادل أعضاء هيئة التدريس، والتبادل الطلابي، ودعم الأبحاث الطلابية، والتدريب.
- التوأمـة بين بعض كليات الجامعة ومثيلاتها في الجامعات العالمية

## الدرجات العلمية التي تمنحها جامعة القلمون الخاصة
تمنح جامعـة القلمون الخاصة درجـة الإجــازة (بكالوريوس) لخريجيها في الاختصاصات العديدة المبينـة في فصل الكليات الجامعية، وتعد الدرجات العلمية التي تمنحها الجامعة معادلة حكماً للدرجات العلمية التي تمنحها الجامعات والمعاهد الحكومية في الجمهورية العربية السورية.
فضلاً عن ذلك تأتي هذه الشهادات ثمرة للتعاون العلمي بين جامعة القلمون وعدد من الجامعات العالمية المرموقة في المجال الأكاديمي والخطط الدراسية وآليات ضبط جودة التعليم في جامعة القلمون.

## الوصلات الخارجية
1. موقع جامعة القلمون الخاصة
2. النظام الخاص بطلاب جامعة القلمون الخاصة
3. نظام التسجيل ومعلومات الطلاب